# 達烏德帕夏
達烏德帕夏（鄂圖曼土耳其語：‎；？—1549年9月），奧斯曼帝國埃及省總督。
他與原埃及省總督哈德姆·蘇萊曼帕夏私下是好友，並幫助他得到此位置，兩人也與魯斯坦帕夏關係密切。
1549年11月死在任上，由1538年4月開始上任，在任11年。